# Sommer-Paralympics 2016/Radsport
Im Radsport gingen bei den Sommer-Paralympics 2016 rund 230 Athleten in insgesamt 50 Wettbewerben an den Start, 17 auf der Bahn und 33 auf der Straße.
Das Programm umfasste Sprint, Einerverfolgung, 1000-Meter-Zeitfahren auf der Bahn sowie Straßenrennen und Einzelzeitfahren. Die Bahnwettbewerbe wurden im Rio Olympic Velodrome ausgetragen, die Straßenwettbewerbe auf Pontal, einer Halbinsel in der Nähe von Rio.
Erfolgreichste Nation war Großbritannien mit insgesamt 21 Medaillen, davon zwölf Goldmedaillen. Die Briten stellten auch die erfolgreichste Sportlerin der Spiele: Sarah Storey gewann drei goldene Medaillen. Den zweiten Platz im Medaillenspiegel belegte Deutschland mit insgesamt 15 Medaillen. Zwei der Goldmedaillen gewann der älteste deutsche Teilnehmer, Hans-Peter Durst, in der Dreirad-Kategorie T. Österreich platzierte sich mit zweimal Silber auf Rang 14 im Medaillenspiegel, für die Schweiz holte die Mixed-Staffel der Handbiker eine Bronzemedaille.
Am letzten Tag der Wettbewerbe verunglückte der iranische Radsportler Bahman Golbarnezhad. Der Sportler, dem ein Unterschenkel fehlte und der zum zweiten Mal bei Paralympics startete, war im Straßenrennen der Klassen C4-5 schwer gestürzt, erlitt nach seiner Ankunft im Krankenhaus einen Herzstillstand und starb kurz darauf. Bei der Abschlussfeier gab es eine Gedenkminute für ihn. Es war der erste Todesfall in der Geschichte der Paralympics.

## Leistungsklassen
Die Leistungsklassen im Paracycling werden nach Disziplin unterschieden:
- Cycling (Rennrad): C1 – C5, wobei C1 die höchste Beeinträchtigung bezeichnet
- Tandem für Sehbehinderte, die mit einem Piloten ohne Sehbehinderung fahren: B
- Handbike: H1 – H4
- Dreirad: T1 – T2

### Bahnradsport

#### Männer
| Disziplin             | Klasse | Zeit     | Gold                       | Silber                          | Bronze                        |
| --------------------- | ------ | -------- | -------------------------- | ------------------------------- | ----------------------------- |
| 1000-Meter-Zeitfahren | B      | 59,822 s | Tristan Bangma/Teun Mulder | Neil Fachie/Peter Mitchell      | Kai Kruse/Stefan Nimke        |
| 1000-Meter-Zeitfahren | C1-3   | 1:06,678 | Li Zhangyu                 | Arnoud Nijhuis                  | Tristen Cernove               |
| 1000-Meter-Zeitfahren | C4-5   | 1:02,473 | Jody Cundy                 | Jozef Metelka                   | Alfonso Cabello Llamas        |
| Einerverfolgung       | B      | 4:08,146 | Steve Bate/Adam Duggleby   | Vincent ter Schure/Timo Fransen | Stephen de Vries/ Patrick Bos |
| Einerverfolgung       | C1     | 3:53,970 | Li Zhangyu                 | Ross Wilson                     | Arnoud Nijhuis                |
| Einerverfolgung       | C2     | 3:44,553 | Liang Guihua               | Tristen Chernove                | Louis Rolfe                   |
| Einerverfolgung       | C3     | 3:33,028 | David Nicholas             | Joseph Berenyi                  | Eoghan Clifford               |
| Einerverfolgung       | C4     | OVL      | Jozef Metelka              | Kyle Bridgwood                  | Diego German Duenas Gomez     |
| Einerverfolgung       | C5     | 4:24,057 | Jehor Dementjew            | Alistair Donohoe                | Edwin Fabian Matiz Ruiz       |

#### Frauen
| Disziplin       | Klasse       | Zeit         | Gold                         | Silber                          | Bronze                            |
| --------------- | ------------ | ------------ | ---------------------------- | ------------------------------- | --------------------------------- |
| Zeitfahren      | B (1 km)     | 1:06,283 min | Sophie Thornhill/Helen Scott | Larissa Klaassen/Haliegh Dolman | Jessica Gallagher/Madison Janssen |
| Zeitfahren      | C1-3 (500 m) | 36,908 s     | Alyda Norbruis               | Amanda Reid                     | Song Zhenling                     |
| Zeitfahren      | C4-5 (500 m) | 34,598 s     | Kadeena Cox                  | Zhou Jufang                     | Ruan Jianping                     |
| Einerverfolgung | B            | 3:28,050 min | Lora Turnham/Corrine Hall    | Emma Foy/Laura Thompson         | Sophie Thornhill/Helen Scott      |
| Einerverfolgung | C1-3         | OVL          | Megan Giglia                 | Jamie Whitmore                  | Alyda Norbruis                    |
| Einerverfolgung | C4           | 3:59,407 min | Shawn Morelli                | Susan Powell                    | Megan Fisher                      |
| Einerverfolgung | C5           | OVL          | Sarah Storey                 | Crystal Lane                    | Samantha Bosco                    |

#### Gemischter Wettbewerb
| Disziplin  | Klasse | Zeit   | Gold                                         | Silber                          | Bronze                                                                |
| ---------- | ------ | ------ | -------------------------------------------- | ------------------------------- | --------------------------------------------------------------------- |
| Teamsprint | C1-5   | 49,454 | Jon-Allan Butterworth Jody Cundy Louis Rolfe | Liu Xinyang Wei Guoping Xie Hao | Alfonso Cabello Llamas Amador Granados Alkorta Eduardo Santas Asensio |

### Straßenradsport

#### Männer
| Disziplin        | Klasse | Zeit         | Gold                             | Silber                                     | Bronze                      |
| ---------------- | ------ | ------------ | -------------------------------- | ------------------------------------------ | --------------------------- |
| Einzelzeitfahren | B      | 34:35,33 min | Steve Bate/ Adam Duggleby        | Vincent ter Schure/ Timo Fransen           | Kieran Modra/ David Edwards |
| Einzelzeitfahren | H2     | 32:07,09 min | Luca Mazzone                     | William Groulx                             | Brian Sheridan              |
| Einzelzeitfahren | H3     | 28:19,45 min | Vittorio Podestà                 | Walter Ablinger                            | Charles Moreau              |
| Einzelzeitfahren | H4     | 27:39,31 min | Rafał Wilk                       | Thomas Frühwirth                           | Vico Merklein               |
| Einzelzeitfahren | H5     | 28:36,81 min | Alessandro Zanardi               | Stuart Tripp                               | Oz Sanchez                  |
| Einzelzeitfahren | C1     | 27:53,98 min | Michael Teuber                   | Ross Wilson                                | Giancarlo Masini            |
| Einzelzeitfahren | C2     | 27:43,16 min | Tristen Chernove                 | Colin Lynch                                | Liang Guihua                |
| Einzelzeitfahren | C3     | 38:21,79 min | Eoghan Clifford                  | Masaki Fujita                              | Michael Sametz              |
| Einzelzeitfahren | C4     | 37:52,84 min | Jozef Metelka                    | Kyle Bridgwood                             | Patrik Kuril                |
| Einzelzeitfahren | C5     | 36:53,23 min | Jehor Dementjew                  | Alistair Donohoe                           | Lauro César Chaman          |
| Einzelzeitfahren | T1-2   | 22:57,34 min | Hans-Peter Durst                 | Ryan Boyle                                 | David Stone                 |
| Straßenrennen    | B      | 2:26:33 h    | Vincent ter Schure/ Timo Fransen | Ignacio Avila Rodriguez/ Joan Font Bertoli | Steve Bate/ Adam Duggleby   |
| Straßenrennen    | H2     | 1:15:23 h    | William Groulx                   | Luca Mazzone                               | Tobias Fankhauser           |
| Straßenrennen    | H3     | 1:33:17 h    | Paolo Cecchetto                  | Maximilian Weber                           | Charles Moreau              |
| Straßenrennen    | H4     | 1:28:48 h    | Vico Merklein                    | Rafał Wilk                                 | Joel Jeannot                |
| Straßenrennen    | H5     | 1:37:49 h    | Ernst van Dyk                    | Alessandro Zanardi                         | Jetze Plat                  |
| Straßenrennen    | C1-3   | 1:49:11 h    | Steffen Warias                   | Kris Bosmans                               | Fabio Anobile               |
| Straßenrennen    | C4-5   | 2:13:08 h    | Daniel Abraham Gebru             | Lauro César Chaman                         | Andrea Tarlao               |
| Straßenrennen    | T1-2   | 50:57 min    | Hans-Peter Durst                 | David Stone                                | Nestor Ayala Ayala          |

#### Frauen
| Disziplin        | Klasse | Zeit          | Gold                                   | Silber                                 | Bronze                     |
| ---------------- | ------ | ------------- | -------------------------------------- | -------------------------------------- | -------------------------- |
| Einzelzeitfahren | B      | 38:59,22 min  | Kathy George Dunlevy/ Evelyn McCrystal | Yurie Kanuma/ Mai Tanaka               | Lora Turnham/ Corrine Hall |
| Einzelzeitfahren | H1-3   | 33:44,93 min  | Karen Darke                            | Alicia Dana                            | Francesca Porcellato       |
| Einzelzeitfahren | H4-5   | 31:35,46 min  | Dorothee Vieth                         | Andrea Eskau                           | Laura de Vaan              |
| Einzelzeitfahren | C1-3   | 29:46,51 min  | Alyda Norbruis                         | Denise Schindler                       | Zeng Sini                  |
| Einzelzeitfahren | C4     | 29:45,40 min  | Shawn Morelli                          | Megan Fisher                           | Susan Powell               |
| Einzelzeitfahren | C5     | 27:22´,42 min | Sarah Storey                           | Anna Harkowska                         | Samantha Bosco             |
| Einzelzeitfahren | T1-2   | 26:11,40 min  | Carol Cooke                            | Jill Walsh                             | Shelley Gautier            |
| Straßenrennen    | B      | 1:58:02 h     | Iwona Podkoscielna/ Aleksandra Teclaw  | Katie George Dunlevy/ Evelyn McCrystal | Emma Foy/ Laura Thompson   |
| Straßenrennen    | H1-4   | 1:15:56 h     | Christiane Reppe                       | Lee Doyeon                             | Francesca Porcellato       |
| Straßenrennen    | H5     | 1:37:07 h     | Andrea Eskau                           | Laura de Vaan                          | Dorothee Vieth             |
| Straßenrennen    | C1-3   | 1:30:14 h     | Jamie Whitmore                         | Zeng Sini                              | Denise Schindler           |
| Straßenrennen    | C4-5   | 2:15:42 h     | Sarah Storey                           | Anna Harkowska                         | Crystal Lane               |
| Straßenrennen    | T1-2   | 1:07:51 h     | Carol Cooke                            | Jill Walsh                             | Jana Majunke               |

#### Gemischter Wettbewerb
| Disziplin | Klasse | Zeit      | Gold                                             | Silber                                       | Bronze                                                       |
| --------- | ------ | --------- | ------------------------------------------------ | -------------------------------------------- | ------------------------------------------------------------ |
| Staffel   | H2-5   | 32:34 min | Vittorio Podestà Luca Mazzone Alessandro Zanardi | William Lachenauer William Groulx Oz Sanchez | Jean-Francois Deberg Christophe Hindricq Jonas Van De Steene |

## Aufgebote

### Deutschland
Frauen
- Kerstin Brachtendorf, Andrea Eskau, Jana Majunke, Christiane Reppe, Denise Schindler, Dorothee Vieth

Männer
- Hans-Peter Durst, Kai Kruse, Vico Merklein, Stefan Nimke, Thomas Schäfer, Michael Teuber, Steffen Warias, Max Weber, Erich Winkler

### Österreich
- Walter Ablinger, Wolfgang Eibeck, Thomas Frühwirth, Wolfgang Schattauer

### Schweiz
Frauen
- Sandra Graf (Fahnenträgerin), Sandra Stöckli

Männer
- Roger Bolliger, Tobias Fankhauser, Heinz Frei, Lukas Weber

## Medaillenspiegel
| Rang  | Land                   | Gold | Silber | Bronze | Gesamt |
| ----- | ---------------------- | ---- | ------ | ------ | ------ |
| 1     | Vereinigtes Königreich | 12   | 3      | 6      | 21     |
| 2     | Deutschland            | 8    | 3      | 4      | 15     |
| 3     | Niederlande            | 5    | 5      | 6      | 16     |
| 4     | Italien                | 5    | 2      | 5      | 12     |
| 5     | Vereinigte Staaten     | 4    | 7      | 5      | 18     |
| 6     | Australien             | 3    | 7      | 3      | 13     |
| 7     | Volksrepublik China    | 3    | 3      | 4      | 10     |
| 8     | Polen                  | 2    | 3      | 0      | 5      |
| 9     | Irland                 | 2    | 2      | 1      | 5      |
| 10    | Slowakei               | 2    | 1      | 1      | 4      |
| 11    | Ukraine                | 2    | 0      | 0      | 2      |
| 12    | Kanada                 | 1    | 3      | 5      | 9      |
| 13    | Südafrika              | 1    | 0      | 0      | 1      |
| 14    | Österreich             | 0    | 2      | 0      | 2      |
| 14    | Japan                  | 0    | 2      | 0      | 2      |
| 16    | Spanien                | 0    | 1      | 2      | 3      |
| 17    | Belgien                | 0    | 1      | 1      | 2      |
| 17    | Brasilien              | 0    | 1      | 1      | 2      |
| 17    | Neuseeland             | 0    | 1      | 1      | 2      |
| 20    | Südkorea               | 0    | 1      | 0      | 1      |
| 21    | Kolumbien              | 0    | 0      | 3      | 3      |
| 22    | Frankreich             | 0    | 0      | 1      | 1      |
| 22    | Schweiz                | 0    | 0      | 1      | 1      |
| Total | Total                  | 50   | 50     | 50     | 150    |